# Gustav Ernst zu Erbach-Schönberg (1840–1908)

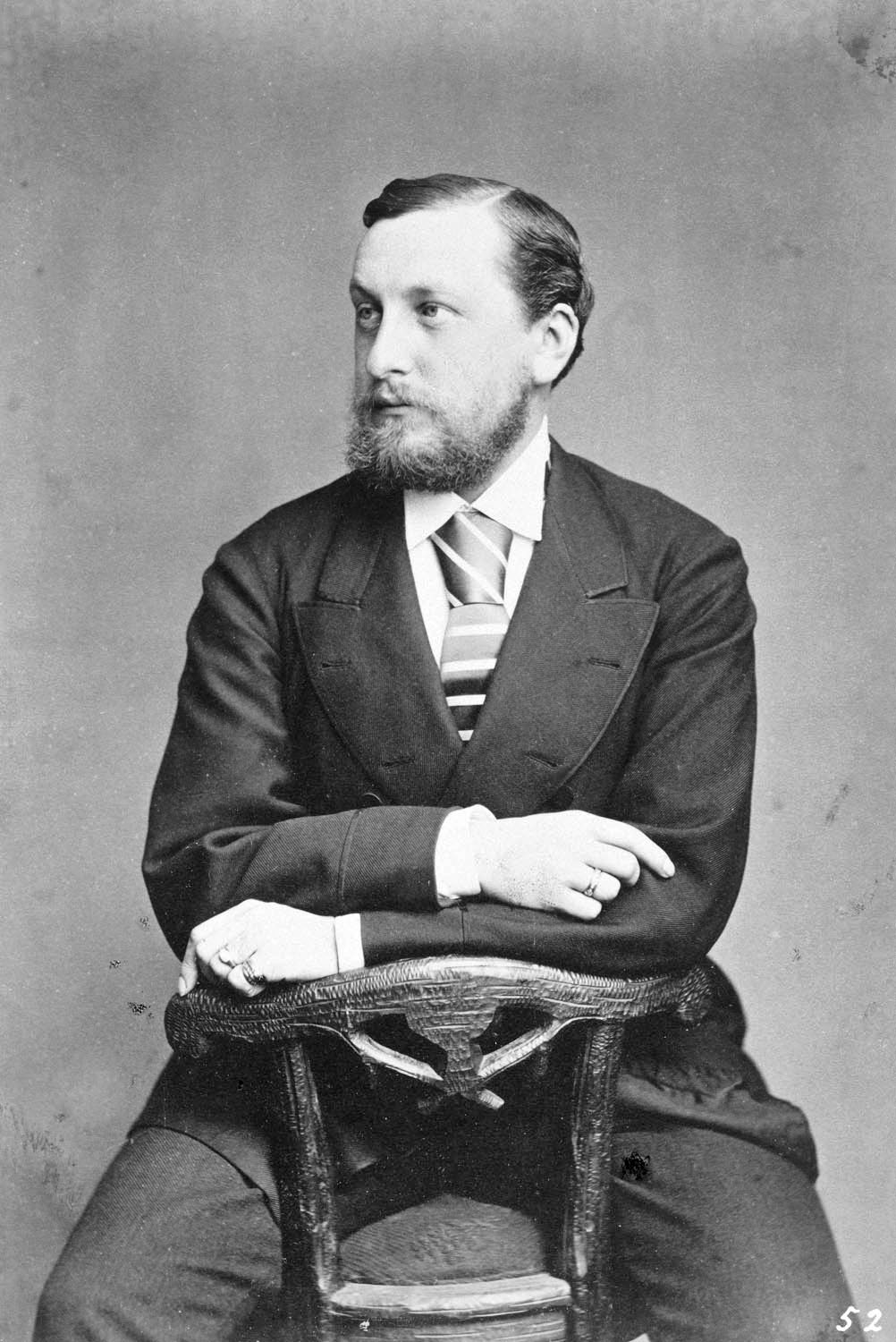
Gustav Ernst Fürst und Graf zu Erbach-Schönberg

Karl Albrecht Eberhard Kasimir Georg Friedrich Heinrich August Maximilian Emil Gustav Ernst Graf (ab 1903: Fürst und Graf) zu Erbach-Schönberg (* 17. August 1840 in  Schönberg bei Bensheim; † 29. Januar 1908 in Darmstadt) war ein deutscher Adliger und Standesherr aus dem Hause Erbach.

## Leben und Familie
Gustav Graf zu Erbach-Schönberg war der Sohn von Ludewig III. Graf zu Erbach-Schönberg und dessen erster Ehefrau Caroline Gräfin von Gronsfeld-Diepenbrock (1802–1852). Nach dem Tod seines Vaters erbte er im Alter von 23 Jahren die Besitzungen der Familie. Seine Ausbildung hatte er auf dem Schloss Schönberg zusammen mit den Söhnen des früh verstorbenen hessischen Baumeisters Hermann Kroencke erhalten. Dann besuchte er das Gymnasium in Braunschweig. Der Vater wünschte für seinen Sohn eine ganz „normale“ Schulausbildung im Klassenverband. Gustav studierte an den Universitäten Göttingen und Berlin und vervollkommnete anschließend die französische Sprache in Lausanne. Von hier wurde er nach Schönberg zur Nachfolge seines Vaters gerufen. Bei der Einweihung des Lutherdenkmals in Worms lernte er 1868 im Hause des Lederfabrikanten Heyl die Prinzessin Marie Karoline von Battenberg kennen, mit der er sich 1870 verlobte. Im Krieg 1870/71 fand Gustav als Sanitätsoffizier Verwendung. Am 29. April 1871 fand in Darmstadt in der Stadtkirche die Trauung statt. Aus der Ehe ging die Tochter Elisabeth (Edda) hervor, die 1910 den Deutschen Botschafter in Rom Wilhelm Prinz zu Stolberg-Wernigerode heiratete. Der gemeinsame Sohn Alexander zu Erbach-Schönberg (1872–1944) folgte ihm in der Standesherrschaft nach.
Gustav Graf zu Erbach-Schönberg war seit 1865 als Standesherr Mitglied der Ersten Kammer im Großherzogtum Hessen. Er diente dem Landtag 1879–1890 als Sekretär und war damit Mitglied des Präsidiums. Zunächst war er Mitglied des dritten, von 1875 bis 1887 des ersten Ausschusses des Landtags. Gustav hatte stets weiterhin Ränge in der hessischen Armee inne, 1881 wurde er Oberst à la suite. In den Folgejahren war er für den Darmstädter Hof häufig als Diplomat tätig, so bei der Notifikation des hessischen Thronwechsels 1877 in Baden und Württemberg.
Am 18. August 1903 erfolgte für Gustav, seine Gemahlin Marie zu Erbach-Schönberg und sein Haus die Erhebung in den erblichen Fürstenstand durch den Großherzog von Hessen und bei Rhein mit der Maßgabe, dass das jeweilige im Besitz der Standesherrschaft Erbach-Schönberg befindliche Haupt dieses Hauses den Titel und Namen Fürst und Graf zu Erbach-Schönberg, dessen rechtmäßige Gemahlin den Titel und Namen Fürstin und Gräfin zu Erbach-Schönberg, beide mit dem Prädikat „Durchlaucht“, führen sollen, die übrigen Mitglieder des standesherrlichen Hauses Erbach-Schönberg sich des Titels und Namens Prinz zu Erbach-Schönberg sowie Prinzessin zu Erbach-Schönberg, ebenfalls mit dem Prädikat „Durchlaucht“, zu bedienen haben. Seit 1884 war er Senior des Hauses Erbach.

## Auszeichnungen
- Rechtsritter des Johanniter-Ordens
- 25. Juli 1872: Verleihung des württembergischen Olga-Ordens
- 25. August 1884: Verleihung des Großkreuzes des Ludewigsordens